# Kneževo (gmina Brus)
Kneževo (cyr. Кнежево) – wieś w Serbii, w okręgu rasińskim, w gminie Brus. W 2011 roku liczyła 39 mieszkańców.